# 알바니아의 제랄딘
알바니아의 제랄딘(Geraldine of Albania, 1915년 8월 6일 ~ 2002년 10월 22일)은 알바니아의 왕족이다. 1938년 4월 27일 조구 1세와 결혼한 후 이듬해 4월 7일 조구가 폐위될 때까지 알바니아의 왕비였다. 